# Marcomanos
Los marcomanos (en latín, marcomanni) fueron una confederación tribal germánica que finalmente llegó a vivir en un poderoso reino al norte del Danubio, en algún lugar próximo a la moderna Bohemia, durante la cima del poder del Imperio romano. Según Tácito y Estrabón pertenecían al gran grupo de los suevos.
Druso el Mayor los atacó en el 9 a. C., forzándolos dentro de la Bohemia de hoy en día (pasando a formar parte tiempo después del Imperio romano). En esa región su rey, Marbod, estableció un poderoso reino que Augusto percibió como una amenaza para Roma, pero con la conversión del reino en un estado clientelar pasó a formar parte del Imperio. Finalmente Marbod fue desposeído y exiliado por Catualda en el año 19 d. C.
En el siglo II, entraron en una confederación junto con los cuados, vándalos y sármatas contra el Imperio, probablemente por mayores movimientos de población, como los godos. De acuerdo con el historiador Eutropio, las fuerzas del emperador Marco Aurelio batallaron contra la confederación marcomana durante tres años en el fuerte de Carnuntum en Panonia. Comparó la guerra y el triunfo de Marco Aurelio contra los marcomanos y sus aliados con las guerras púnicas. La comparación fue justa en tanto que esta guerra marcó un punto decisivo y tuvo significativas derrotas romanas. Comenzó en el 166 y duró hasta la muerte de Marco Aurelio en 180, comprendiendo las derrotas y la muerte de dos comandantes de la guardia pretoriana. Fue, de hecho, solo un pequeño éxito, ya que desde el siguiente siglo en adelante el Danubio fue el principal frente de batalla romano hasta el colapso del gobierno de Rávena en el siglo V.